# Place de Tétouan
La place de Tétouan (en catalan : plaça de Tetuan) est une place publique du centre de Barcelone.

## Situation
La place est située dans l'arrondissement de l'Eixample, à l'intersection de la Gran Via de les Corts Catalanes et du passeig de Sant Joan au nord-est de l'arc de triomphe. C'est une sorte d'oasis de verdure au milieu de deux axes importants de la ville et très empruntés.

## Histoire
La place est créée dans le cadre du plan Cerdà lancé en 1859 et reçoit son nom en souvenir de la bataille de Tétouan, de février 1860, lorsque l'armée espagnole commandée par le général Leopoldo O'Donnell lance à l'attaque le bataillon de volontaires catalans qui permet d'annexer la ville de Tétouan au Maroc. Elle est rétrocédée au royaume chérifien deux ans plus tard moyennant le paiement de 100 millions de francs-or.
La mairie de Barcelone organise un concours en novembre 1874 pour aménager la place en l'honneur des volontaires catalans de cette bataille de la guerre d'Afrique. 24 projets sont présentés et celui d'August Font i Carreras est retenu avec les sculptures de Joan Roig i Solé, mais le monument ne sera jamais construit.
Tétouan (en arabe : تطوان, Titwan) est la déformation du mot Tittawen signifiant yeux en amazigh rifain. La projection de la place a la forme d'un œil.

## Dénomination
Appelée place de Tétouan dès sa création en 1863, elle change de nom pendant la seconde République espagnole en 1931 en recevant celui du pédagogue andalou Francisco Giner de los Ríos, avant de retrouver son nom d'origine en 1939.

## Urbanisme et monuments
L'espace circulaire de la place est principalement occupé par un jardin public planté d'arbres et ceint d'une balustrade qui le sépare des voies de circulation. Le monument au docteur Robert occupe le centre du jardin, qui abrite également la fontaine de la sardane, œuvre de Frederic Marès, installée ici en 1921.

### Le monument au docteur Robert

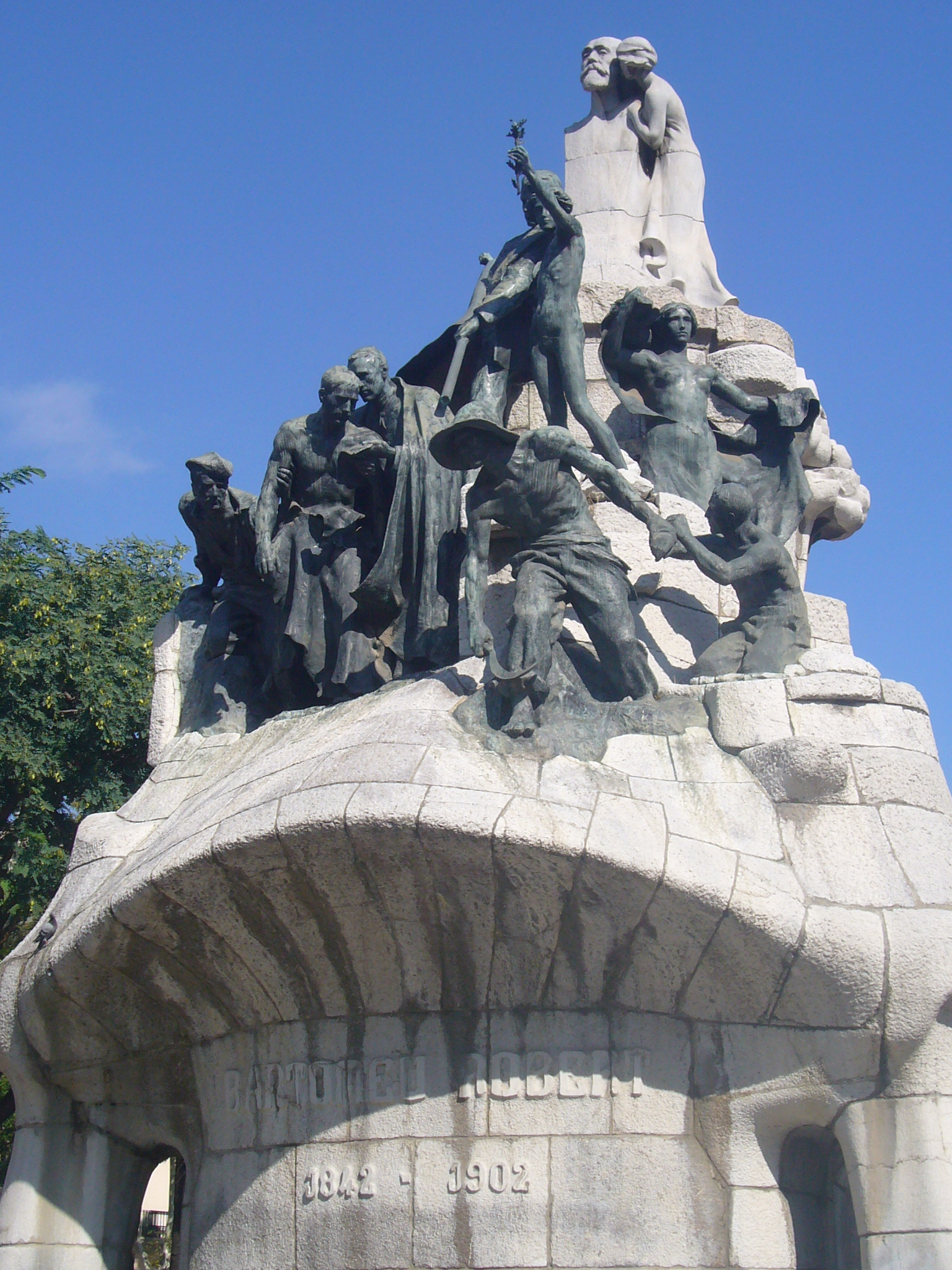
Le monument au docteur Robert

Ce monument est dédié au docteur Bartomeu Robert i Yarzábal, né au Mexique, qui occupa les fonctions de maire de Barcelone pour une brève période en 1899 et qui se rendit célèbre pour son opposition aux taxes commerciales proposées par le gouvernement espagnol dirigé par Francisco Silvela.
En 1904, Josep Llimona conçoit un ensemble monumental composé d'une volumineuse fontaine en pierre surmontée du buste du docteur Robert et une allégorie de la gloire. L'ensemble est complété par des figures en bronze. Si certaines sources avancent la participation de Lluís Domènech, l'influence d'Antoni Gaudí et de la Casa Milà est évidente. Inauguré en 1910, le monument s'élève alors sur la place de l'Université où il demeure jusqu'en 1940 quand les nouvelles autorités franquistes de la ville décident de le faire retirer. Le monument est alors démonté et ses éléments conservés dans des réserves.
En 1977, la décision est prise de restituer le monument, non à son emplacement d'origine, en raison de la présence de la station de métro Universitat, mais au centre de la place de Tétouan où son inauguration a lieu le 15 mai 1985, en présence du roi Juan Carlos et de la reine Sophie, ainsi que du maire de Barcelone, Pasqual Maragall.

## Transports et services
La place est desservie par la station Tetuan située sur la ligne 2 du métro de Barcelone.